# Kepler-51

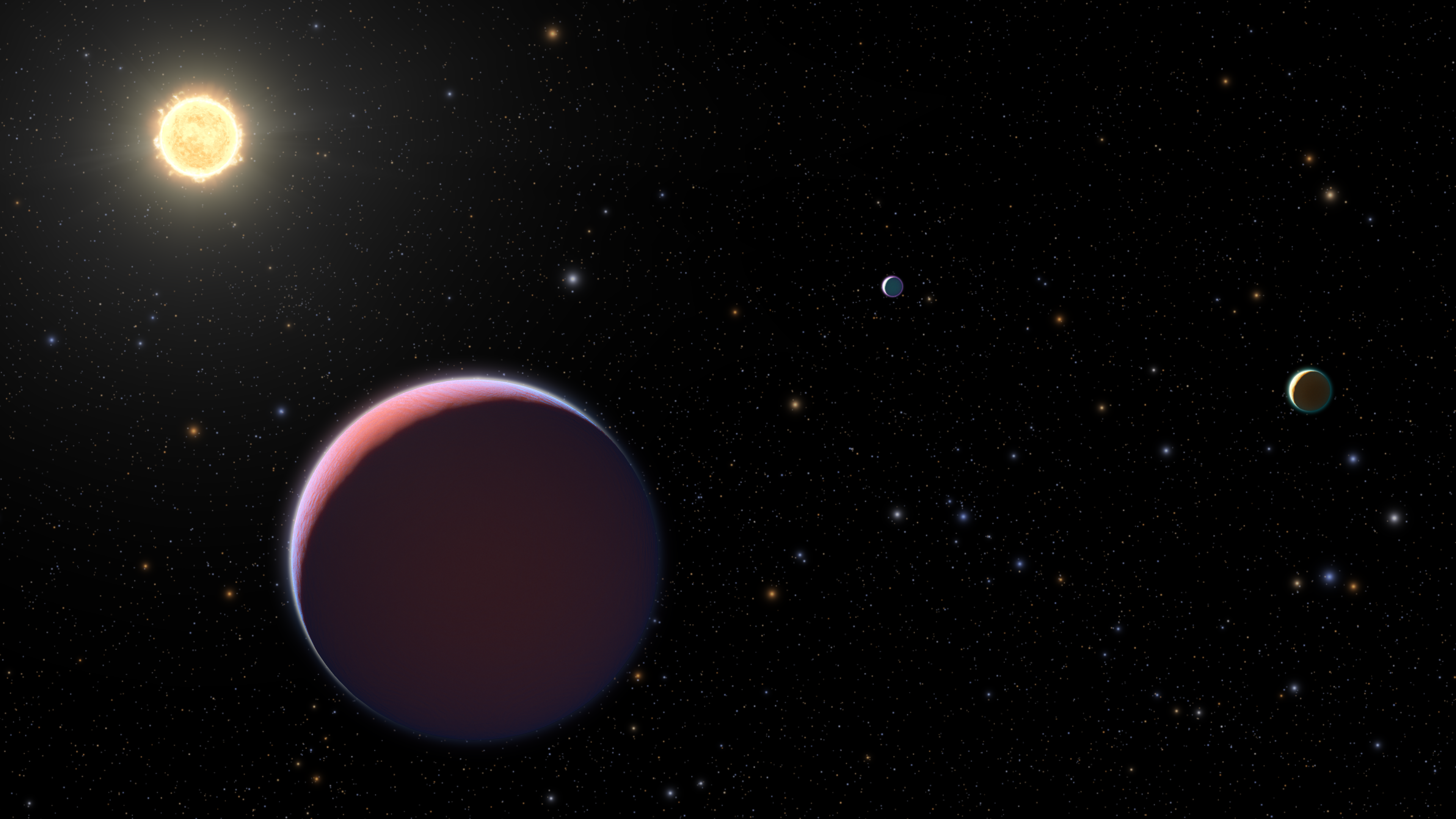
Tranh minh họa ngôi sao Kepler-51 và ba hành tinh khổng lồ được NASA phát hiện

Kepler-51 là một ngôi sao giống Mặt trời nằm trong chòm sao Thiên Nga. Nó chỉ khoảng 500 triệu năm tuổi và thuộc dãy chính nhóm G.  Nó được quay quanh bởi ba hành tinh siêu phồng Kepler-51b, Kepler-51c và Kepler-51d có mật độ thấp nhất được biết đến của bất kỳ ngoại hành tinh nào. Các hành tinh đều có kích thước sao Mộc nhưng có khối lượng chỉ bằng một vài lần Trái đất.